# Bartłomiej Pawełczak
Bartłomiej Pawełczak   (Więcbork, 7 de juny de 1982) és un remer polonès, ja retirat, guanyador d'una medalla olímpica.
El 2008 va prendre part en els Jocs Olímpics d'Estiu de Pequín, on guanyà la medalla de plata en la prova del quatre sense timoner lleuger del programa de rem. Formà equip amb Łukasz Pawłowski, Milosz Bernatajtys i Pawel Randa.
En el seu palmarès també destaquen dos campionats nacionals.